# شرلی (رمان)
«شرلی» (به انگلیسی: Shirley) رمانی از شارلوت برونته است که در سال ۱۸۴۹ میلادی آن را منتشر کرد. این رمان در واقع دومین اثر نثر اوست که پس از جین ایر آن را منتشر ساخت.  داستان این رمان در یورک‌شر در بین سال‌های ۱۸۱۲–۱۸۱۱، در دوران رکود صنعتی ناشی از جنگ‌های ناپلئونی و جنگ ۱۸۱۲ می گذرد . داستان این رمان در پس زمینه جنبش لادیسم در صنعت نساجی یورک‌شر است.
این رمان به‌گونه‌ای بازگوکننده شرایط نهان و پشت پرده جنبش لادیسم است، جنبشی که در آن کارگران به مخالفت با صنعتی شدن کارخانه‌های نساجی و بالطبع مبارزه با آن پرداختند.
شارلوت برونته در شرایط روحی سخت و مشکل کار نوشتن این رمان را به پایان رساند، زیرا که در طول یک‌سال گذشته دو خواهر امیلی، آن و برادرش برانول را به دلیل بیماری از دست داده بود.